# Megalostrata
Pour la poétesse de la Grèce antique, voir Mégalostrata
Genre
Synonymes
- Delozeugma O. Pickard-Cambridge, 1893
- Menalippe O. Pickard-Cambridge, 1898
- Chemmis Simon, 1898

Megalostrata est un genre d'araignées aranéomorphes de la famille des Corinnidae.

## Distribution
Les espèces de ce genre se rencontrent en Amérique tropicale.

## Liste des espèces
Selon World Spider Catalog (version 25.0, 01/06/2024) :
- Megalostrata bruneri (Bryant, 1936)
- Megalostrata depicta (O. Pickard-Cambridge, 1895)
- Megalostrata monistica (Chamberlin, 1924)
- Megalostrata pacifica Bonaldo, Galán-Sánchez & García, 2024
- Megalostrata paludosa Bonaldo, Galán-Sánchez & García, 2024
- Megalostrata raptor (L. Koch, 1866)

Selon World Spider Catalog (version 23.5, 2023) :
- † Megalostrata grandis Wunderlich, 1988

## Systématique et taxinomie
Ce genre a été décrit par Karsch en 1880 dans les Drassidae.
Delozeugma a été placé en synonymie par Simon en 1898.
Chemmis et Menalippe ont été placés en synonymie par Bonaldo en 2000.

## Publication originale
- Karsch, 1880 : « Arachnologische Blätter (Decas I). » Zeitschrift für die gesammten Naturwissenschaften, vol. 53, p. 373-409.